# Cheumatopsyche gordonae
Cheumatopsyche gordonae är en nattsländeart som beskrevs av Lago och Harris 1983. Cheumatopsyche gordonae ingår i släktet Cheumatopsyche och familjen ryssjenattsländor. Inga underarter finns listade i Catalogue of Life.